# سمت إنترتاينمنت
سمت إنترتاينمنت ذ.م.م. (بالإنجليزية: Summit Entertainment LLC)‏ هي شركة إنتاج وتوزيع أفلام أمريكية تابعة ل ليونزغيت إنترتاينمنت يقع مقرها في يونيفرسال سيتي، كاليفورنيا مع مكاتب دولية في لندن. أنشئت الشركة عام 1991 بواسطة بيرند إنكنجير وأرنون ميلتشن وأندرو ج. فاينا. سمت إنترتاينمنت مشهورة بإنتاجها لسلسلة أفلام الشفق، حيث حققت أرباح كبيرة للشركة وجعلتها مشهورة.

## روابط خارجية
- سمت إنترتاينمنت على موقع IMDb (الإنجليزية)